# Александер, Джеймс, 1-й граф Каледон
Джеймс Александер, 1-й граф Каледон (англ. James Alexander, 1st Earl of Caledon; 1730 — 22 марта 1802) — ирландский землевладелец, коммерсант и политик.

## Происхождение
Родился в 1730 году. Сын Натаниэля Александера (1689—1761) и Элизабет Макклинток (1691—1740), дочери Уильяма Макклинтока и Элизабет Харви.

## Карьера в Индии
В 1752 году Джеймс Александер прибыл в форт Сент-Джордж в Мадрасе, начав свою карьеру в Индии. Занимал должности суб-бухгалтера и бухгалтера в мэрии Мадраса (1754) и дважды пост шерифа Мадраса (1754, 1757). В 1757 году он стал младшим коммерсантом в Мадрасе. В 1759 году был назначен третьим в совете Вишакхапатне, в 1760 году — старший коммерсант и третий член совета в Мачилипатаме. С 1762 года — одиннадцатый член совета форта Сент-Джордж, гражданский и военный казначей.
В 1763 году Джеймс Александер уехал в Великобританию, откуда в 1766 году вернулся в Индию, будучи назначенным в Форт-Уильям в Калькутте, где стал шестым членом Бенгальского совета, хранителем склада, мастером таможни и мастером монетного двора. В 1769 году он стал пятым членом совета, главным сборщиком, бухгалтером и таможенным мастером, а в 1770 году — третьим членом совета, начальником Патны и начальником налогового совета штата Бихар. В 1771 году Александер стал одним из кредиторов наваба Аркота. В том же году он был назначен вторым членом совета и главой налогового совета в Муршидабаде. В 1772 году он покинул Индию.

## Поместье Каледон
В 1776 году Джеймс Александер приобрел поместье Каледон в графствах Тирон и Арма за 96 400 фунтов стерлингов у Эдмунда Бойля, 7-го графа Корка и Оррери (1742—1798), чей отец приобрел его в результате брака с семьей Гамильтон в 1738 году. Джеймс Александер уже приобрел недвижимость в родном для него графстве Дерри: дом и манор Бум-Холл, за городом, поместье Чертленд в Мовилле (графство Донегол), и фригольд недалеко от Балликасла (графство Антрим). Поместье Каледон было расширено за счет частичной покупки прилегающих городских земель и сдачи в аренду других прилегающих городских земель, принадлежавших архиепископу Армы.

## Семейная и политическая жизнь
28 ноября 1774 года Джеймс Александер женился на Энн Кроуфорд (? — 21 декабря 1777), дочери Джеймса Кроуфорда и Мейбл Джонсон. У супругов было двое детей:
- Мабелла Александер (7 августа 1775 — 4 марта 1854), которая в 1796 году вышла замуж за генерал-лейтенанта Эндрю Томаса Блейни, 11-го барона Блейни (1770—1834)
- Дю Пре Александер, 2-й граф Каледон (14 декабря 1777 — 8 апреля 1839)[1].

После своего последнего возвращения из Индии в 1772 году и приобретения поместья Каледон Джеймс Александер занялся политикой. Он был членом Ирландской палаты общин от Лондондерри-Сити с 1775 по 1790 год и был назначен верховным шерифом графства Тирон в 1780 году и графства Арма в 1781 году. Александер был сторонником тори в политике и потратил ошеломляющую сумму более 600 000 фунтов стерлингов на приобретение поместья в Ирландии, включая парламентский район Ньютаунардс в графстве Даун, и стал активным сторонником Акта об унии.
6 июня 1790 года Джеймс Александер получил титул барона Каледона из Каледона в графстве Тирон (Пэрство Ирландии). 23 ноября 1797 года для него был создан титул виконта Каледона из Каледона, графство Тирон (Пэрство Ирландии), а 29 декабря 1800 года он получил титул графа Каледона из Каледона в графстве Тирон (Пэрство Ирландии).
Лорд Каледон скончался в своем доме на Ратленд-сквер (ныне Парнелл-сквер) в Дублине 22 марта 1802 года в возрасте 72 лет.